# Biono
Biono (en griego, Βίωννος) es el nombre de una antigua ciudad griega de Creta.
Es conocida por testimonios epigráficos. En una lista de teorodocos de Delfos de los años 230-210 a. C. se la menciona entre las ciudades de Mátala y Psiqueo.
Se ha sugerido que estuvo ubicado cerca de la actual población de Kerame, en la eparquía de Agios Vasilios, donde hay restos de un asentamiento fortificado y se han hallado fragmentos de cerámica que indican que el asentamiento estuvo habitado al menos desde la época clásica.